# Dina Gottliebová
Annemarie Dina Gottliebová-Babbittová (21. ledna 1923 Brno – 29. července 2009 Felton) byla česko-americká výtvarnice židovského původu.

## Život
Narodila se v Brně de rodiny obchodního jednatele Richarda Gottlieba (1892–1944) a jeho manželky Jany (1896–1978), rozené Schallové. Její rodiče se brzy po jejím narození rozvedli. V letech 1929–1934 navštěvovala obecnou školu na dnešní Lidické ulici v Brně, poté v letech 1934–1937 studovala na dívčí měšťanské škole na Merhautově ulici. Opustit musela Školu uměleckých řemesel, odkud byla vyloučena v 2. pololetí ročníku 1939–40 kvůli svému židovskému původu. Školu mohla navštěvovat už jen jako host a byla klasifikována pouze z figurálního kreslení a modelování.
Dne 28. ledna 1942 odjela spolu s matkou v transportu brněnských Židů do Terezína, odkud v prosinci 1943 byla deportována do koncentračního tábora Auschwitz-Birkenau. Byla zde umístěna v terezínském rodinném táboře B II b, kde využila svého výtvarného talentu k získání jistého prominentního postavení. Josef Mengele si jí poté vybral pro portrétování osob, na nichž prováděl své experimenty . Tyto ilustrace chtěl Mengele použít pro svou chystanou pseudovědeckou monografii a nebyl spokojený s černobílými fotografiemi, které nedokázaly zachytit barvu cikánské pleti .
Po válce se Dina Gottliebová uchýlila do Paříže, kde začala pracovat jako animátor. Válku přežila i její matka, která zemřela v roce 1978 v Los Angeles. Otec zahynul v Osvětimi v červenci 1944. 
Seznámila se zde s americkým animátorem Artem Babbittem, kterého si později vzala za manžela . S ním odjela do USA, kde se usadila v Santa Cruz v Kalifornii a začala zde pracovat jako výtvarnice. Pracovala mj. pro společnosti Warner Bros nebo Hanna-Barbera. Pomáhala vytvořit slavné postavičky ptáčka Tweetyho a Williho E. Kojota .
Zemřela 29. července 2009 ve Feltonu poblíž Santa Cruz na rakovinu ve věku 86 let.